# Gerardo Rabajda
Gerardo Daniel Rabajda Maino (Montevideo, 13 de agosto de 1967) es un exfutbolista uruguayo que jugó como portero. Militó en diversos clubes de Uruguay, Chile, España, México y Argentina.
Actualmente es Presidente del club de baloncesto Club Atlético Aguada.

## Trayectoria
Formado en la cantera de Peñarol, formó parte del segundo quinquenio de oro de la institución mirasol proclamándose campeón del Campeonato de 1993 siendo el portero titular. Recordado fue su exitoso paso por la Unión Española de Chile en 1994, ya que llevó al equipo a los cuartos de final de la Copa Libertadores de América de ese año. La temporada siguiente ficha por el Club Puebla donde jugó cuatro años y llegó a ser capitán. En 1999 pone destino a Europa para fichar por el Sevilla FC donde se le recuerda como uno de los peores fichajes y porteros de la historia que han defendido la rojiblanca[cita requerida]. Jugó un total de cuatro partidos en la primera temporada y las otras dos temporadas, el equipo hispalense lo cedió a Rosario Central.
Tras su paso por el fútbol argentino volvió a su país natal para jugar con Danubio FC donde tuvo un paso fugaz, temporada 2002/03, debido a un incidente interno por el comportamiento con un jugador de Peñarol. Una temporada después y ya en las filas del Fénix decidió colgar los guantes
Actualmente es representante de jugadores.

## Clubes
| Club                     | País      | Año       |
| ------------------------ | --------- | --------- |
| Peñarol                  | Uruguay   | 1989-1993 |
| Unión Española           | Chile     | 1994-1995 |
| Puebla                   | México    | 1995-1999 |
| Sevilla FC               | España    | 1999-2002 |
| Rosario Central (cedido) | Argentina | 2000-2002 |
| Danubio                  | Uruguay   | 2002-2003 |
| Fénix                    | Uruguay   | 2004      |

#### Títulos nacionales
| Título              | Equipo (*) | País    | Año  |
| ------------------- | ---------- | ------- | ---- |
| Campeonato Uruguayo | Peñarol    | Uruguay | 1993 |